# المجلس الوطني للغات والثقافة المغربية
تم تأسيس المجلس الوطني للغات والثقافة المغربية بموجب الدستور المغربي لعام 2011، وهو مسؤول بشكل خاص عن «حماية وتطوير اللغتين العربية والأمازيغية ومختلف أشكال التعبير الثقافي المغربي».
يجمع هذا المجلس بالتالي كل المؤسسات المعنية بهذه المجالات اللغوية في المغرب.